# Okome
För andra betydelser, se Okome (olika betydelser).
Okome [okɔme] är en småort i Falkenbergs kommun, som omfattar fastigheter registrerade i byarna Lynga, Okome socken och Okome by.

## Samhället
På orten finns bland annat tre förskoleavdelningar (Eken, Ekbacken och Ekekullen) och en låg- och mellanstadieskola (Okomeskolan) men med högstadieskola på Apelskolan i Ullared. Vid skolan finns även en idrottshall som byggdes under 1990-talet som ersatte den gamla idrottshallen som byggdes på 1970-talet. Det finns också en bygdegård som tidigare hade ett lokalt bibliotek. Okome-Köinge-Svartrå har ett mycket rikt föreningsliv.
Fotbollsklubben Ätrafors Bollklubb har sin hemmaplan i Okome. Klubben bildades i den närbelägna byn Ätrafors och därav namnet.
Den nuvarande Okome kyrka stod färdig 1891. 

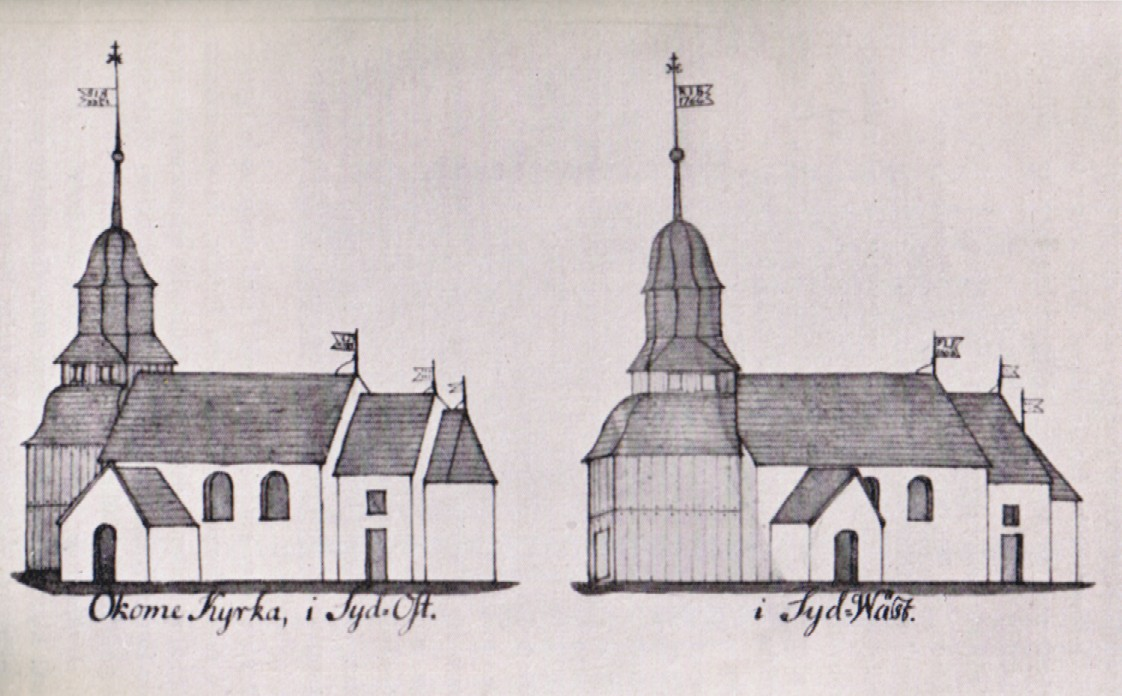
Okome gamla kyrka som revs 1890, sedd från olika vinklar

## Näringsliv
Okome träindustri som grundades 1928 är ortens största företag. Numera drivs det som hyvleri under Derome Timber AB. Dessutom finns Okome bilverkstad, Okome Redovisningsbyrå samt Okome Buss & Taxi AB
Tidigare har här funnits en affär (Okome Handelsförening), en föreningsbank samt en bensinmack.

### Trycka källor
- Stensättningsbygden - Om en gravplatsorganisation under period II-VI i södra Ätradalen, Gisela Ängeby, 1999
- Elsa Johnsson (1951). Hembygdsminnen från Okome, Köinge och Svartrå